# Halowe Mistrzostwa Europy w Lekkoatletyce 1977 – bieg na 1500 m kobiet
Bieg na 1500 metrów kobiet – jedna z konkurencji biegowych rozgrywanych podczas halowych lekkoatletycznych mistrzostw Europy w hali Velódromo de Anoeta w San Sebastián. Rozegrano od razu bieg finałowy 13 marca 1977. Zwyciężyła reprezentantka Wielkiej Brytanii Mary Stewart. Tytułu zdobytego na poprzednich mistrzostwach nie broniła Brigitte Kraus z Republiki Federalnej Niemiec.

## Rezultaty

### Finał
Rozegrano od razu bieg finałowy, w którym wzięło udział 5 biegaczek.

Opracowano na podstawie materiału źródłowego.
| Miejsce | Zawodniczka        | Czas    | Uwagi |
| ------- | ------------------ | ------- | ----- |
| 1       | Mary Stewart       | 4:09,37 | CR    |
| 2       | Weseła Jacinska    | 4:10,0  |       |
| 3       | Rumjana Czawdarowa | 4:11,3  |       |
| 4       | Cornelia Bürki     | 4:16,8  |       |
| 5       | Geertje Meersseman | 4:18,2  |       |